# Гран-при Сизарс-пэласа
Гран-при Сизарс-пэласа — один из этапов чемпионата мира по автогонкам в классе Формула-1, проходил в 1981 и 1982 годах на трассе Сизарс-пэлас в Лас-Вегасе, США.
Когда Уоткинс-Глен покинул календарь чемпионата после 1980 года, Формула-1 продолжала смотреть на Запад и анонсировала гонку в Лас-Вегасе на 1981 год. Созданный, чтобы улучшить имидж города, который был подпорчен мафиозными связями, Гран-при, однако, просуществовал всего лишь два года, поскольку гонки привлекали лишь крохотные толпы. Трасса, проложенная по огромной парковке рядом с казино «Дворец Цезарей», не была популярной среди гонщиков, из-за места расположения, конфигурации, жары пустыни. Она также описывается как одна из худших трасс Формулы-1. Комментарий Марка Зурера:

 «Это самое ужасное место, в котором когда-либо бывала Формула-1. И вспоминать не хочется. Они разбросали шины и бетонные блоки на парковке позади отеля. Это невозможно назвать трассой. У меня просто нет слов.»
Однако в то же время трасса была хорошо сделана для временной: достаточно широкая для обгонов, зоны вылета покрыты песком, а поверхность была гладкая как стекло.
Гран-при завершал чемпионат мира и битву за титул между Карлосом Рейтеманном и Нельсоном Пике в 1981 году. Алан Джонс выиграл ту гонку, а Пике — титул. В 1982 году гонку выиграл Микеле Альборето на Тиррелле. В 1983 году гонка должна была состояться вновь, в качестве пятнадцатого этапа чемпионата мира, но организаторы соревнования и промоутеры Формулы-1 на этот раз не смогли сойтись на условиях и запланированные заезды были отменены, с заменой на Гран-при Европы.
В 1990-е годы были попытки возродить гонку в Лас-Вегасе, но договориться со всеми казино оказалось невозможно[уточнить], хотя позже были планы по строительству стационарного автодрома, которые угасли после анонсирования гонки в Индианаполисе в 2000 году в качестве Гран-при США.
В 2022 году Liberty Media заключило договор с городом Лас-Вегас о проведении этапа Формулы-1, начиная с 2023 года.

## Победители Гран-при Сизарс-пэласа
| Год  | Название                      | Пилот            | Команда  | Трасса       | Отчёт |
| ---- | ----------------------------- | ---------------- | -------- | ------------ | ----- |
| 1981 | 1st Caesars Palace Grand Prix | Алан Джонс       | Williams | Сизарс-пэлас | Отчёт |
| 1982 | 2nd Caesars Palace Grand Prix | Микеле Альборето | Tyrrell  | Сизарс-пэлас | Отчёт |